# Leighton Lucas
Leighton Lucas (* 5. Januar 1903 in London; † 1. November 1982) war ein englischer Komponist und Dirigent.

## Leben
Lucas war der Sohn des kanadischen Komponisten Clarence Lucas und der englischen Pianistin Clara Asher. Er begann sie Laufbahn als Tänzer in Sergei Djagilews Ballets Russes (1918–21). Danach trat er bis 1923 am Birmingham Repertory Theatre auf. Daneben arbeitete er auch als Dirigent beim Ballett, und 1923 leitete er eine Aufführung von Rutland Boughtons Oper The Immortal Hour. Von 1935 bis 1937 war er musikalischer Leiter des von Alicia Markova und Anton Dolin gegründeten Markova-Dolin Ballet, von 1940 bis 1941 Dirigent des Arts Theatre Ballet.
1941 trat Lucas in die Royal Air Force ein. Nach seiner Demobilisierung 1946 gründete er ein eigenes Orchester, mit dem er bei der BBC Werke zeitgenössischer – häufig französischer – Komponisten aufführte und Aufnahmen beim Label EMI einspielte. Als Komponist wurde er vor allem mit Filmmusiken bekannt. Er komponierte auch eine Messe, Ballettmusiken und Orchesterwerke, über die sich u. a. Benjamin Britten lobend äußerte.

## Werke
- 1934: Misa pro defunctis in memoriam Elgar, Delius und Holst
- 1935: The Wolf’s Ride, Ballett
- 1936: Death in Adagio (nach Domenico Scarlatti), Ballett
- 1939: L’Europe Galante (nach André Campra)
- 1940: Suite Francaise
- 1945–46: The Horses, Ballett
- 1948: Musik zu Patrick Dickinsons Hörspiel Theseus and the Minotaur
- 1970: Birthday Variations
- 1972–73: Tam O’Shanter, Ballett

- Litany für Streicher
- Chaconne in C Sharp Minor
- Concertino für Cello
- Prelude, Aria and Finale für Viola d’amore
- Concert Champêtre für Violine
- Sinfonia Brevis für Horn und elf Instrumente
- String Trio
- Piano Quartet
- Ballet de la Reine
- Eastern Court
- Princesses’ Dance
- Snake Charme
- Meditation für Cello und Klavier
- Aubade für Horn, Fagott und Klavier
- Soliloquy für Viola und Klavier
- Tristesse für Viola und Klavier
- Orientale für Fagott und Klavier
- Disquisition für zwei Celli und Klavierduett
- Three Dances for Three für zwei Harfen und Oboe
- Spring Song für Brassband
- A Waltz Overture für Brassband

## Filmografie (Auswahl)
- 1932: Rom-Expreß
- 1933: The Ghoul
- 1941: Target for Tonight
- 1946: We of the West Riding (Kurzfilm)
- 1948: My Hands Are Clay
- 1949: Now Barabbas
- 1950: Die rote Lola
- 1950: Portrait of Clare
- 1951: Talk of a Million
- 1953: This Is York (Kurzfilm)
- 1954: Diana Dors and Glynis Johns in The Weak and the Wicked
- 1953: Douglas Fairbanks, Jr., Presents (Fernsehserie, 1 Folge)
- 1955: Mai 1943 – Die Zerstörung der Talsperren
- 1957: Yangtse-Zwischenfall
- 1958: Eiskalt in Alexandrien – Feuersturm über Afrika
- 1958: Der Sohn von Robin Hood
- 1959: Die Schamlosen